# Paolo Malaguti
Paolo Malaguti (Monselice, 6 settembre 1978) è uno scrittore italiano.

## Biografia
Nato a Monselice nel 1978, insegna lettere dal 2004 nelle province di Treviso e Vicenza; vive ad Asolo e insegna a Bassano del Grappa.
Ha esordito nella narrativa nel 2009 con il romanzo Sul Grappa dopo la vittoria con l'editrice Santi Quaranta di Treviso. Con Santi Quaranta ha poi pubblicato il saggio narrato Sillabario veneto (2011) e il romanzo storico I mercanti di stampe proibite (2013). Nel 2015 è passato alla casa editrice Neri Pozza, con la quale ha pubblicato i romanzi storici La reliquia di Costantinopoli (2015, dozzina Premio Strega 2016) e Prima dell'alba (2017). Con l'editrice BEAT ha pubblicato nel 2016 Il nuovo sillabario veneto. Nel 2018 pubblica con l'editrice Marsilio il saggio narrato Lungo la Pedemontana in giro lento tra storia, paesaggio veneto e fantasie; nel 2019 pubblica con l'editrice Solferino il romanzo L'ultimo carnevale, miglior romanzo fantasy al Premio Città di Como 2020. Il 2020 segna l'ingresso in Einaudi, editrice con la quale Paolo Malaguti ha pubblicato Se l'acqua ride (2020, cinquina Premio Campiello 2021, Premio Latisana per il Nord Est, Premio Biella Letteratura e industria); Il Moro della cima (2022, Premio Mario Rigoni Stern per la Letteratura Multilingue delle Alpi, Premio nazionale di cultura Monte Caio, Premio Vallombrosa); Piero fa la Merica (2023, Premio Acqui Storia - Sezione Romanzo storico, Premio Alessandro Manzoni per il romanzo storico, Premio Internazionale di Letteratura Città di Como - miglior romanzo di viaggio); Fumana (2024, Premio Alassio Centolibri - Un autore per l'Europa). Nel 2025 ha pubblicato con la Libreria Editrice Vaticana SicutErat - Il mistero in dialetto: storia di una fede piana.
Dal 2021 dirige la scuola di scrittura creativa Alba Pratalia. Dal giugno 2022 codirige il festival letterario Stati generali della Letteratura in Veneto a Bassano del Grappa.
Dal romanzo Se l'acqua ride è stata tratta un'omonima docufiction presentata alla 79ª Mostra internazionale d'arte cinematografica di Venezia.

## Opere

### Romanzi
- Sul Grappa dopo la vittoria, Treviso, Santi Quaranta, 2009 ISBN 978-88-86496-94-0.
- I mercanti di stampe proibite, Treviso, Santi Quaranta, 2013 ISBN 978-88-97210-16-0.
- La reliquia di Costantinopoli, Vicenza, Neri Pozza, 2015 ISBN 978-88-545-1088-3.
- Prima dell'alba, Vicenza, Neri Pozza, 2017 ISBN 978-88-545-1117-0.
- L'ultimo Carnevale, Milano, Solferino, 2019 ISBN 978-88-282-0184-7.
- Se l'acqua ride, Torino, Einaudi, 2020 ISBN 978-88-06-24408-8.
- Il Moro della cima, Torino, Einaudi, 2022 ISBN 978-88-06-25161-1.
- Piero fa la Merica, Torino, Einaudi, 2023 ISBN 978-88-06-25976-1.
- Fumana, Torino, Einaudi, 2024 ISBN 978-88-06-25977-8.

### Saggi
- Sillabario veneto: viaggio sentimentale tra le parole venete, Treviso, Santi Quaranta, 2011 ISBN 978-88-97210-05-4.
- Il nuovo sillabario veneto: alla ricerca dei veneti perduti, Vicenza, Beat, 2016 ISBN 978-88-6559-307-3.
- Lungo la Pedemontana: in giro lento tra storia, paesaggio veneto e fantasie, Venezia, Marsilio, 2018 ISBN 978-88-317-4296-2.
- SicutErat - Il mistero in dialetto: storia di una fede piana, Città del Vaticano, LEV, 2025 ISBN 978-8826609669

## Premi e riconoscimenti

### Vincitore
- Premio Internazionale di Letteratura Città di Como 2019 nella categoria "Miglior Fantasy" con L'ultimo Carnevale[9].
- Premio Biella Letteratura e Industria 2021 con Se l'acqua ride[10].
- Premio Latisana per il Nord Est 2021 con Se l'acqua ride[11].
- Premio Mario Rigoni Stern per la Letteratura Multilingue delle Alpi 2022[12] con Il Moro della cima.
- Premio Monte Caio 2022[13] con Il Moro della cima.
- Premio Vallombrosa 2022[14] con Il Moro della cima.
- Premio Acqui Storia - Sezione Romanzo storico 2023 con Piero fa la Merica[15].
- Premio letterario internazionale Alessandro Manzoni 2023 XIX edizione con Piero fa la Merica[16].
- Premio Internazionale di Letteratura Città di Como 2023 X edizione - Miglior romanzo di viaggio con Piero fa la Merica[17].
- Premio cultura Città di Bassano del Grappa - San Bassiano 2025 ex aequo con Loris Giuriatti[18].
- Premio Alassio Centolibri - Un autore per l'Europa 2025 XXXI edizione con Fumana[19].

### Finalista
- Premio Strega 2016 - dozzina finalista con La reliquia di Costantinopoli[20].
- Premio Latisana per il Nord Est 2018[21] con Prima dell'alba e 2022[22] con Il Moro della cima.
- Premio Mario Rigoni Stern per la Letteratura Multilingue delle Alpi 2019 con Lungo la Pedemontana in giro lento tra storia, paesaggio veneto e fantasie.
- Premio Campiello 2021 - cinquina finalista con Se l'acqua ride[23].